# Rue des Rigoles
La rue des Rigoles est une voie située dans le 20e arrondissement de Paris, en France.

## Situation et accès
La rue des Rigoles est desservie à proximité par la ligne 11 à la station Jourdain.

## Origine du nom
La rue doit son nom de l’ancien lieu-dit Les Rigones, datant du XIVe siècle.

## Historique
En 1730, la rue apparaît déjà sur le plan de Roussel. En 1863, cette voie qui faisait partie de la commune de Belleville est rattachée à la voirie parisienne.
En 1926, sa portion située au-delà de la rue du Jourdain prend le nom de « rue Constant-Berthaut ».

## Bâtiments remarquables et lieux de mémoire
- N°1 : Lionel Godart (1949-2020), artiste peintre, y vécut.
- N°70 : Charles Houvenaghel (1878-1966), acousticien, y vécut.

## Littérature
En 2004, l’auteur Gérard Mordillat publie un roman intitulé Rue des Rigoles.
En 2021, Alice Babin place la rue des Rigoles au centre de son roman "Prière au lieu".